# Chapitre métropolitain de Saint-Guy

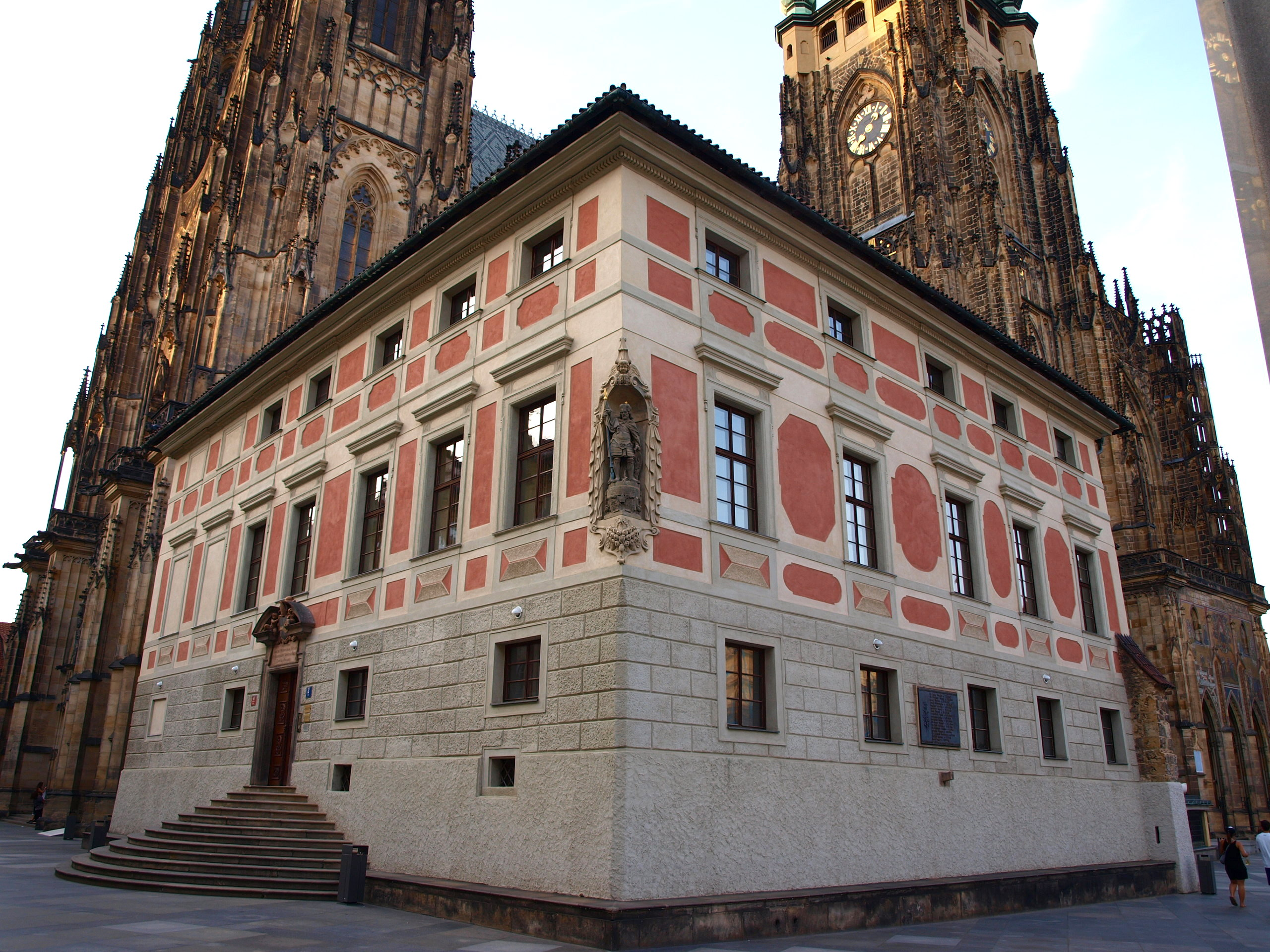
Le bâtiment du presbytère du chapitre sous la cathédrale du château de Prague.

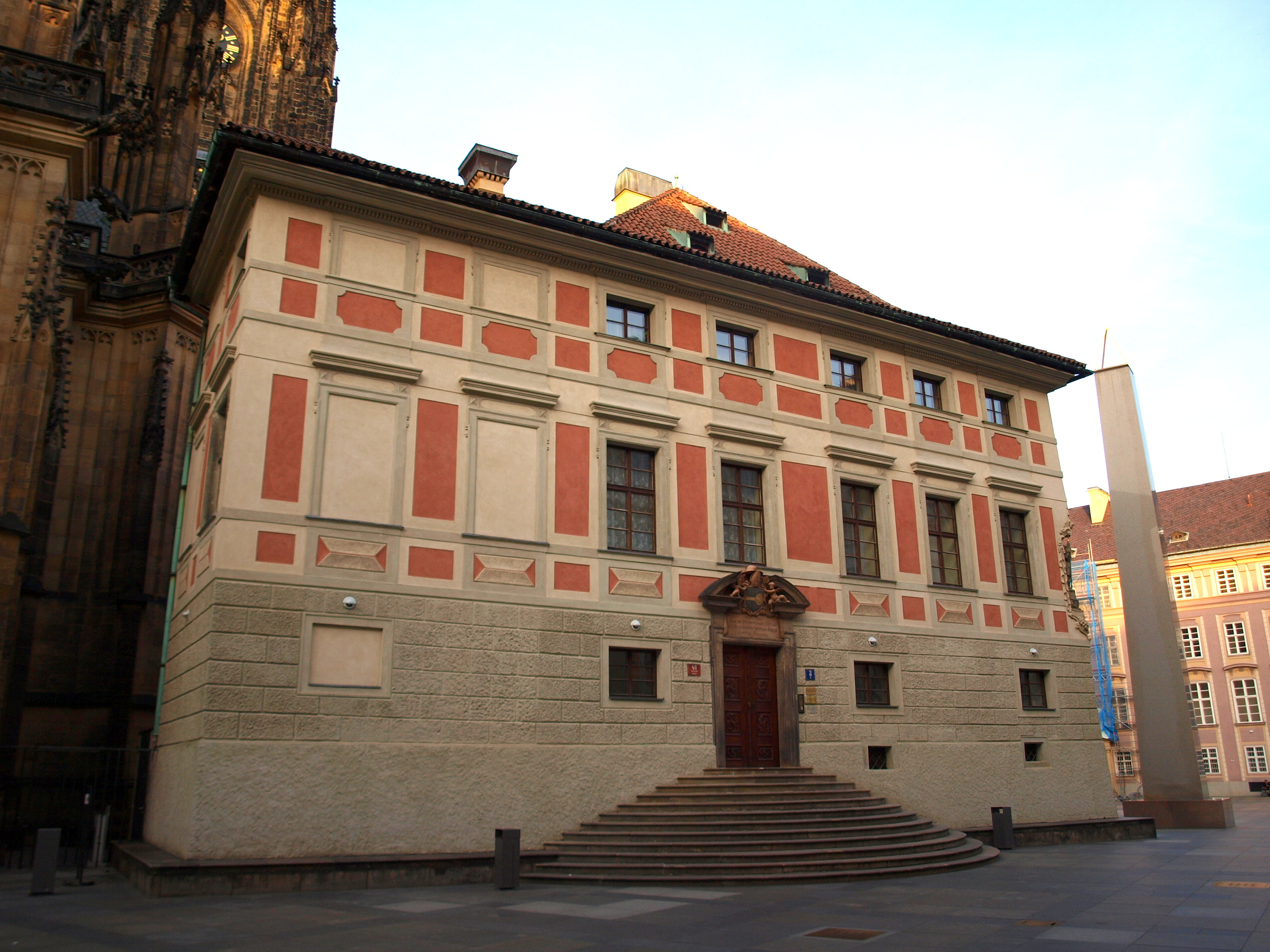
Autre vue du bâtiment du chapitre.

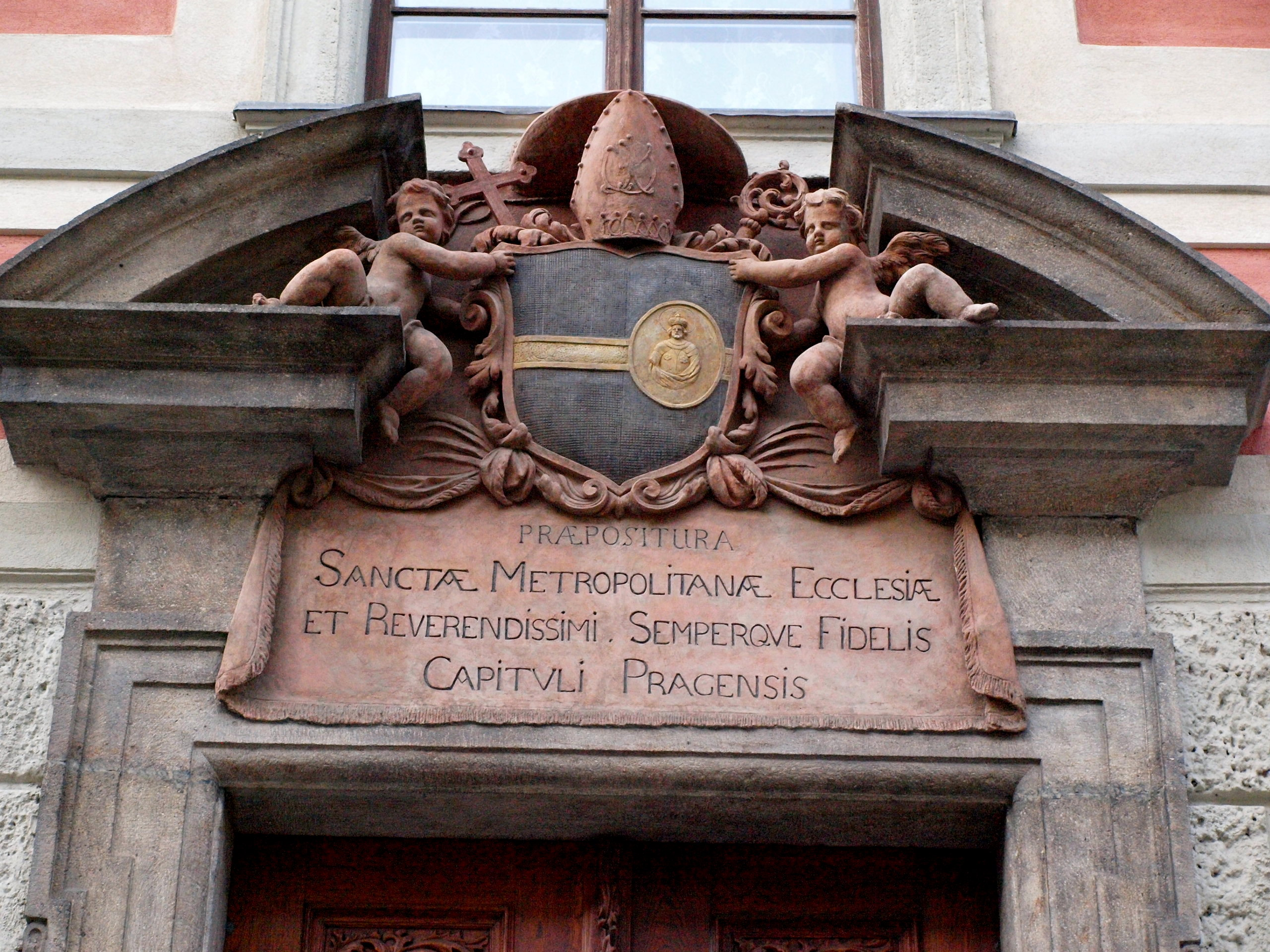
Détail des armoiries.

Le chapitre métropolitain de Saint-Guy à Prague (ou aussi chapitre de Saint-Guy ou chapitre de Prague) est une congrégation de prêtres qui servent à l'église-cathédrale de l'archidiocèse de Prague. Le chapitre est dirigé par son supérieur, le prévôt de Saint-Guy (cs), qui détient l'une des sept clés des joyaux de la couronne de Bohême. Auparavant, le chapitre avait le droit d'élire l'évêque de Prague et, jusqu'à la fondation de l'université Charles, il administrait l'école de la cathédrale Saint-Guy, la plus importante école de Bohême à l'époque. Le chapitre de Saint-Guy est hébergé dans le bâtiment de l'ancienne prévôté (cs) dans la troisième cour du Château de Prague.
Le chapitre métropolitain de Prague est propriétaire du mobilier intérieur de la cathédrale Saint-Guy, y compris les peintures, les statues, les autels et les pierres tombales, ainsi que du très précieux trésor de Saint-Guy. La bibliothèque du chapitre métropolitain de Prague (cs), qui est l'une des plus anciennes bibliothèques historiques de la République tchèque, est également très rare

## Histoire

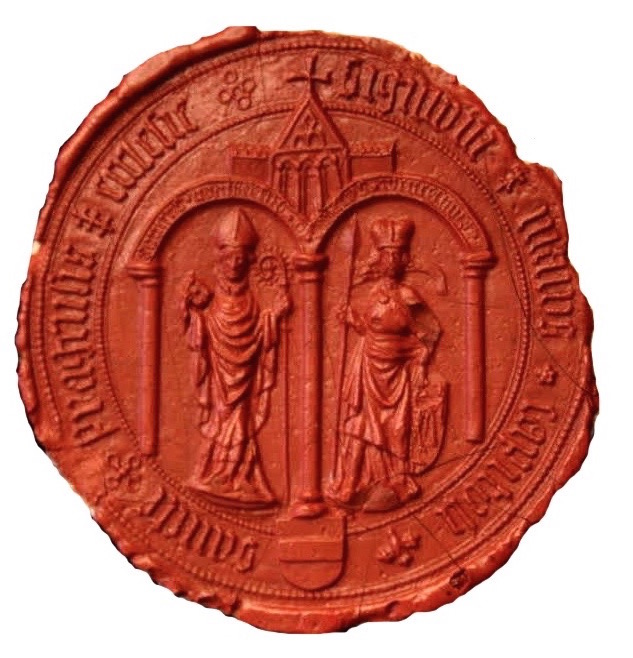
Grand sceau du chapitre, période de Charles IV, ca. 1360.

Le chapitre a été fondé en 971 et est donc la plus ancienne institution existant sans interruption en République tchèque. À l'origine, il s'agissait d'une congrégation de prêtres chargés de préparer tout ce qui était nécessaire à l'établissement de l'archidiocèse de Prague indépendant du diocèse de Prague, qui a ensuite été formé en se séparant du diocèse de Rezekne en 973. Au deuxième siècle d'existence du chapitre, ses chanoines comprenaient le chroniqueur Cosmas de Prague, qui fut son doyen de 1120 à 1125. Une autre personnalité connue est le doyen Vitus (1135-1171).
Avec l'élévation du diocèse en archidiocèse en 1344, le chapitre devint métropolitain. Le 13 novembre 1350, ses premiers statuts, qui définissaient les pouvoirs et les devoirs officiels de ses membres, ainsi que ceux des vénérables. Sous le règne de Charles IV, alors que l'église connaissait une floraison extraordinaire dans le Royaume de Bohême, le chapitre comptait environ 60 membres, 32 membres à la fin du XIVe siècle, et seulement 7 membres au début du XVIIe siècle. Même après les bouleversements des périodes Hussite et de la Réforme, le chapitre de Prague est resté uni à l'Église romaine et a administré l'archevêché par le biais d'administrateurs élus pendant la longue vacance du siège archiépiscopal de Prague en 1421-1561. L'administrateur Hanuš II z Kolovrat (cs) (décédé en 1483) a joué un rôle important dans la consolidation des conditions religieuses.
Pendant le mandat du doyen (et plus tard prévôt) Monseigneur Karel Dominik Řečický (cs), le chevalier de Řečický, la bibliothèque du chapitre fut restaurée ainsi que le Palais de Saxe-Lauenbourg, et en 1726, la querelle entre le chapitre de Saint-Guy et l'archevêque de Prague François-Ferdinand de Khünburg (cs) prit fin. La dernière modification des statuts du chapitre a eu lieu en 1992.